# Фантагуцци, Хосе
Хосе́ Ка́рлос Фантагу́цци (исп. José Carlos Fantaguzzi; род. 16 января 1962, Пергамино, Буэнос-Айрес) — аргентинский футболист, игравший на позиции полузащитника. Ныне осуществляет тренерскую деятельность. С августа 2018 года по сентябрь являлся помощником главного тренера Эктора Купера в национальной сборной Узбекистана.

## Карьера

### В качестве футболиста
Начинал карьеру в 1982 года в составе аргентинского клуба «Феррокарриль Оэсте» из Буэнос-Айреса. Защищал цвета данного клуба вплоть до 1987 года. В этот период «Феррокарриль Оэсте» переживал «золотой век», в команде играли большинство аргентинских талантов, команда добивалась больших успехов. В 1987—1988 годах выступал за испанский «Реал Бетис». В 1988 году вернулся в родное «Феррокарриль Оэсте», выступал за него до 1989 года. Последующий сезон провел в израильском «Хапоэле» из Бейт-Шеана. В 1990—1993 годах играл за аргентинское «Платенсе». Завершил карьеру в 1994 году в составе другого аргентинского клуба «Уракан».

### В качестве тренера
После завершения карьеры Хосе Фантагуцци начал тренерскую деятельность. Первой значимой командой в его тренерской карьере стал парагвайский клуб «Насьональ», в тренерский штаб которого он входил до 2000 года. С 2001 года по 2006 год входил в тренерские штабы чилийских клубов «Уачипато» (у Оскара Гарре) и «Универсидад Католика».
В 2006—2007 годах входил в тренерский штаб аргентинского «Атлетико Рафаэла», в 2—7 году короткое время в тренерском штабе «Феррокарриль Оэсте» в 2007—2008 годах работал в другой аргентинской команде «Тиро Федераль».
В 2008 году вместе с Эктором Купером пришел работать в национальную сборной Грузии, в декабре 2009 года был уволен вместе с тогдашним главным тренером грузинской сборной Эктором Купером. В 2009—2011 годах также под руководством Эктора Купера входил в тренерский штаб уже греческого клуба «Арис)» из Салоник.
С июня по декабрь 2011 года работал в тренерском штабе испанского клуба Расинг из города Сантандер, главным тренером которого начал работать уже хорошо знакомый ему Эктор Купер. В конце того же года вместе с Купером начал тренировать турецкий «Ордуспор», работал в турецкой команде до 2013 года.
С 2015 года по июль 2018 года входил в тренерский штаб национальной сборной Египта, главным тренером которой являлся Эктор Купер. Вместе со сборной Египта дошел до финала Кубка африканских наций 2017, стал обладателем серебряных медалей турнира. Также сборная Египта впервые за последние почти 30 лет участвовала на чемпионате мира 2018 в России, в котором не смогла выйти из группы.
С августа 2018 года по сентябрь 2019 года входил в тренерский штаб национальной сборной Узбекистана во главе с Эктором Купером, которому была поставлена задача усилить сборную, а также вывести сборную Узбекистана на Чемпионат мира 2022 в Катаре.